# Germania (Bogotá)
Germania es un barrio situado en localidad de Santa Fe de Bogotá, capital de Colombia. Se encuentra en el oriente de la ciudad, entre los cerros Orientales y la carrera Tercera. Alberga algunos edificios de las universidades Tadeo Lozano y Los Andes. Se encuentra en el centro de la ciudad, cerca del cerro de Monserrate, y ha albergado desde instalaciones industriales hasta conjuntos residenciales, como las Torres de Fenicia.

## Historia

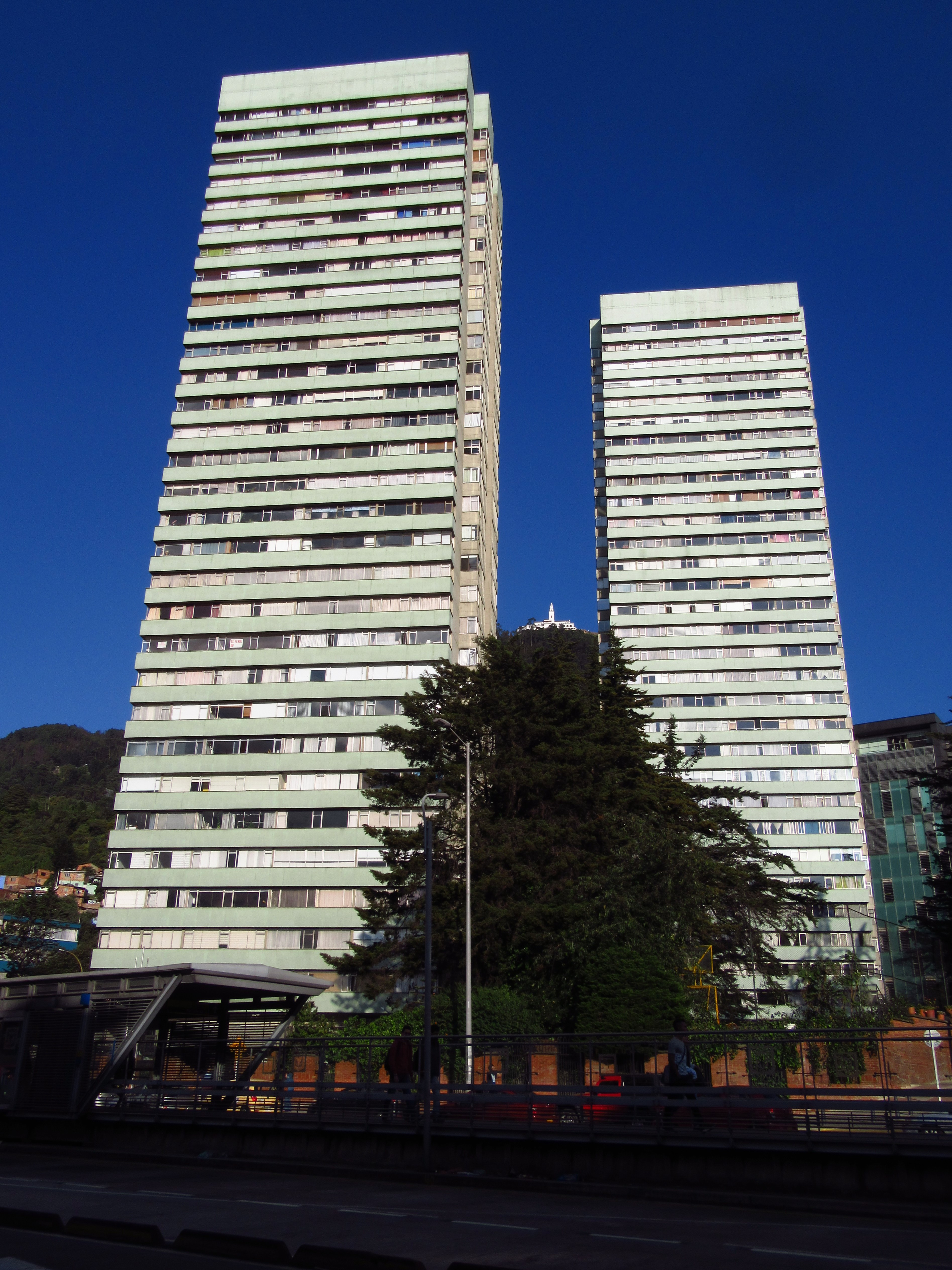
Torres de Fenicia.

Al encontrarse en la margen derecha del río San Francisco, junto al cual se fundó la ciudad, y al pie del cerro de Monserrate, el sector de Germania ha figurado en la historia de Bogotá desde sus primeros momentos. En efecto, en 1598 el barrio correspondía a la parte alta de la parroquia de Las Nieves, la más septentrional de la ciudad, que a su vez limitaba en su costado sur con el nombrado río, al norte con la recoleta de San Diego, al oriente con los cerros Orientales y al occidente con la parroquia Alameda Vieja.
A principios del siglo XX, en el lugar donde en la actualidad se encuentra el conjunto Torres de Fenicia, el sector albergó la fábrica de vidrios Fenicia, que suminstraba botellas a la cervecería Bavaria, pero también vasos y otros envases al público en general.

## Límites
Germania limita al norte y al oriente con el barrio Las Aguas en la localidad La Candelaria, del cual está separado por la parte alta de la avenida Eje Ambiental. Por el sur limita con el barrio Las Nieves, del cual está separado por la avenida carrera Tercera. Por el norte limita con el sector oriental del barrio Bosque Izquierdo.

## Características
El barrio se encuentra en el piedemonte de los cerros Orientales de la ciudad, por lo que presenta cierto gradiente vertical. Su vocación está marcada por las Torres de Fenicia, que albergan cerca de 250 apartamentos, lo mismo que por las universidades Tadeo Lozano y Los Andes.

## Transporte

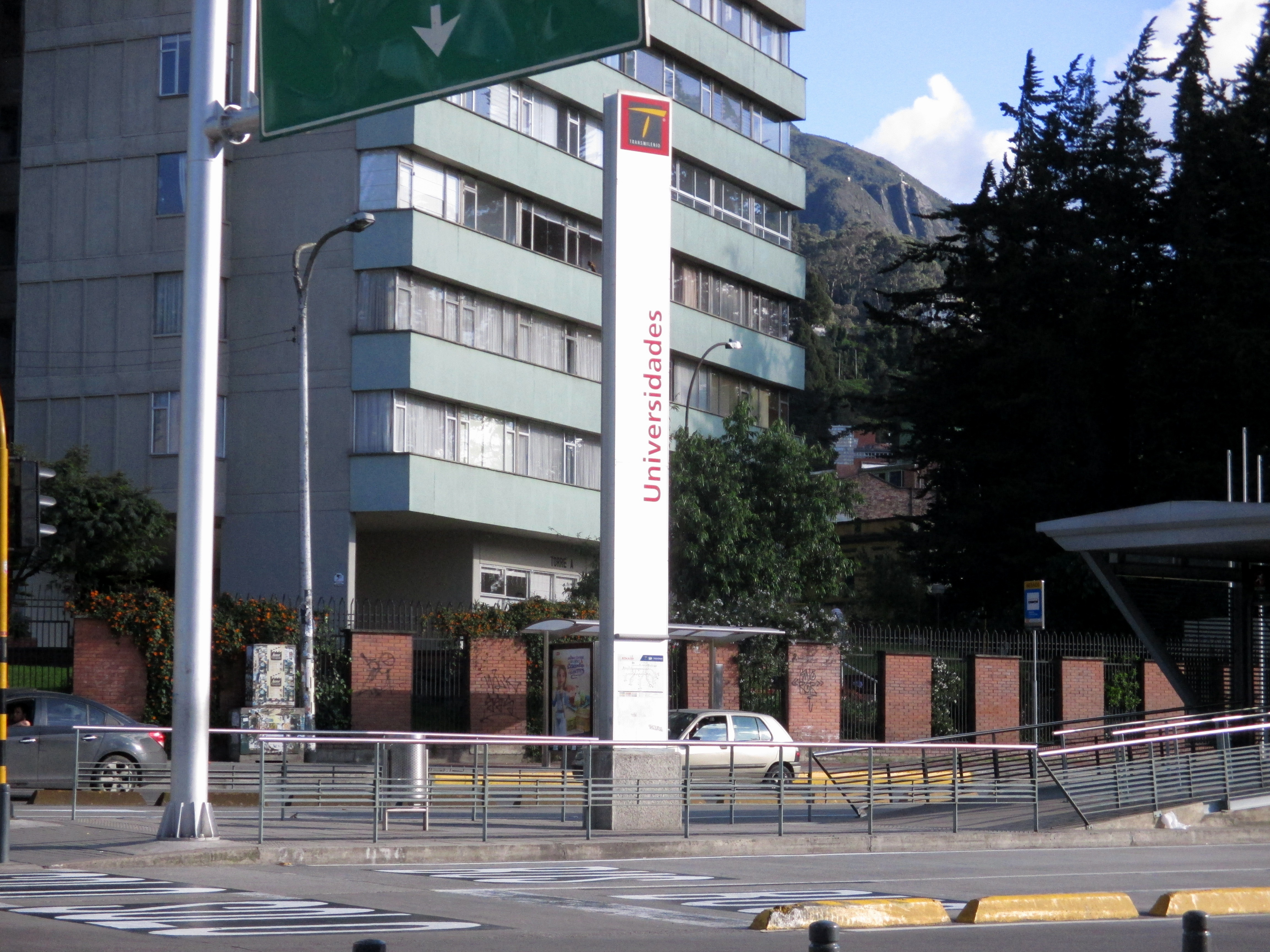
Estación Universidades - CityU.

Por el costado occidental del barrio se encuentra la estación Universidades - CityU en la carrera Tercera entre calles Veinte y Veintidós.